# TEX-86

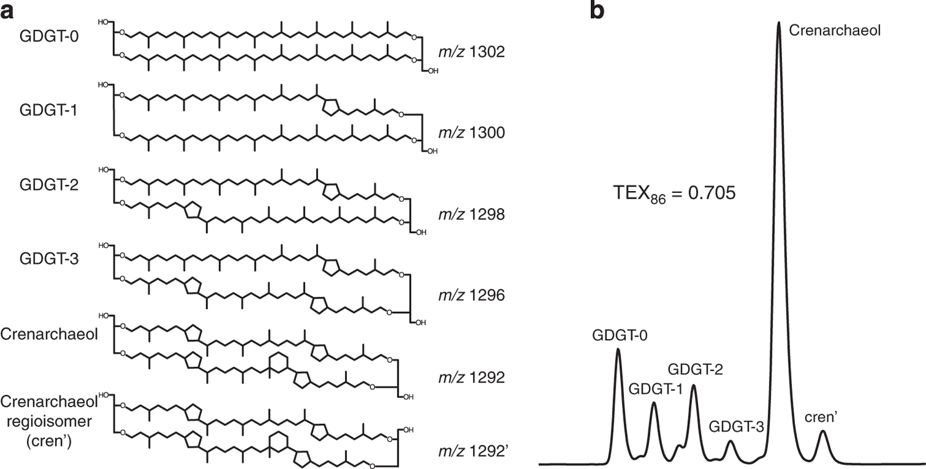
Estructuras moleculares y detección por HPLC de los tetraéteres de glicerol dialquilglicerol (GDGT). Obtenido de Tierney and Tingley (2015).

TEX86 es un paleotermómetro que funciona analizando la composición de membranas lipídicas del  picoplancton marino del filo arqueano Thermoproteota.
Wuchter et al. (2004) hallaron que el número de anillos ciclopentanos en las membranas lipídicas de Crenarchaeota cambian linealmente con la Tº con el fin de regular la fluidez de las membranas. La composición sedimentaria de tales lípidos –que existen tan atrás como en el Cretáceo Temprano–, que puede ser  usado para reconstruir las temperaturas medias experimentadas por el plancton, y por lo tanto de la columna de agua en el pasado.
Ese método fue usado por Jenkyns et al. (2004) para mostrar que las Tº medias de la superficie del mar en el océano Ártico (80° N) fueron más alta de 15 °C en el Cretáceo Tardío, comparado con -15 °C de hoy. 
El TEX-86 «se revela como una de las formas más precisas de evaluar las variaciones climáticas del pasado geológico».